# تحصیل‌های خیبر پختونخوا
در پاکستان، یک تحصیل (انگلیسی: List of tehsils of Khyber Pakhtunkhwa) یک زیرمجموعه از ناحیه است. در این نوشتار نام تحصیل‌های ایالت خیبر پختونخوا آمده‌است.

## بخش بنو

### ناحیه بنو
1. تحصیل دومیل

## بخش دیره اسماعیل خان

### ناحیه دیره اسماعیل خان
1. تحصیل دیره اسماعیل خان
2. تحصیل کولاچی
3. تحصیل پهارپور

## بخش هزره

### ناحیه ابوت‌آباد
1. ابوت‌آباد تهسیل
2. تحصیل حویلیان

### ناحیه بتگرام
1. تحصیل بتگرام (Banna)

### ناحیه هری‌پور
1. تحصیل غازی

### ناحیه مانسهره
1. تحصیل بالاکوت
2. ناحیه مانسهره

## بخش کوهت

### ناحیه کرک
1. تحصیل تخت نصرتی

## بخش ملکند

### ناحیه بونر
1. تحصیل دگر (Buner)
2. گاگرا
3. تحصیل خودو
4. تحصیل چملا
5. تحصیل گادزی

### ناحیه چترال
1. تحصیل چیترال
2. تحصیل مستوج

### ناحیه دیر زیرین
1. تحصیل آدنزئی
2. تحصیل بلمبت
3. تحصیل خال
4. تحصیل لعل قلعه
5. تحصیل مندا
6. تحصیل ثمرباغ
7. تحصیل تیمرگره

### ناحیه شانگله
1. تحصیل آلپوری
2. تحصیل پوران

### سوات، پاکستان
1. تحصیل چارباغ

### ناحیه دیر بالا
1. دیر، پاکستان
2. تحصیل شیرنگل
3. تحصیل واری

## بخش مردان

### ناحیه مردان
1. تحصیل مردان

### ناحیه سوابی
1. تحصیل لاهور
2. تحصیل سوابی
3. تحصیل توپی

### شهرستان چهارسده
1. تحصیل چارسده
2. تحصیل شب‌قادر
3. تحصیل تنگی

### شهرستان نوشهره
1. تحصیل پبی